# كوينسي بي. هوفمان
كوينسي بي. هوفمان هو سياسي أمريكي، ولد في 30 مايو 1913 في أبلغيبت في الولايات المتحدة، وتوفي في 12 ديسمبر 1994 في ساندوسكي في الولايات المتحدة. نشط حزبياً في Michigan Republican Party ‏. وقد انتخب عضو مجلس نواب ميشيغان ‏.